# Кучур, Лилия Семёновна
Лилия Семёновна Кучур (7 сентября 1936 год, деревня Власы, Полесское воеводство, Польша) — звеньевая колхоза «Победа» Барановичского района Брестской области, Белорусская ССР. Герой Социалистического Труда (1973). Депутат Верховного Совета Белорусской ССР.
С 1951 года трудилась полеводом в колхозе «Победа» Барановичского района. С 1965 года возглавляла льноводческое звено. В 1973 году звено Лилии Кучур собрало высокий урожай льна-долгунца. Указом Президиума Верховного Совета СССР от 12 декабря 1973 года за успехи в увеличении производства и продажи государству льна удостоена звания Героя Социалистического Труда с вручением ордена Ленина и золотой медали «Серп и Молот».
Избиралась депутатом Верховного Совета Белорусской ССР (1975—1980).